# Тикош (Њамц)
Тикош (рум. Ticoș) насеље је у Румунији у округу Њамц у општини Биказу Ардељан. Oпштина се налази на надморској висини од 546 m.

## Становништво
Према подацима из 2002. године у насељу је живело 342 становника, од којих су сви румунске националности.